# Bitil
Das Bitil oder die Fitr war ein Längenmaß und die kleine oder kurze Spanne am menschlichen Körper. Das Maß wurde in Sansibar und in Ostafrika verwendet.
Das Maß war zwischen der Spitze des Zeigefingers und der des Daumens der gespreizten Hand definiert. Die Schibri/Schibiri war die lange oder große Spanne mit dem Abstand zwischen Daumen und kleinen Finger.
- 1 Bitil/Fitr = 2/5 Durrah = 18,3 Zentimeter (errechn. 18,288 Zentimeter)
- 2 ½ Bitil/Fitr = 1 Mkone/Ziraa/Elle

Die lange oder große Spanne war das Schibr. Hier war die Länge zwischen der Spitze des kleinen Fingers und der Spitze des Daumens der gespreizten Hand.
- 1 Schibri/Schibiri = ½ Durrah = 22,86 Zentimeter